# Janolus faustoi
Janolus faustoi is een slakkensoort uit de familie van de Janolidae. De wetenschappelijke naam van de soort werd in 1988 gepubliceerd door Ortea & Llera.